# Rudy Boschwitz

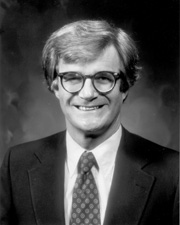
Rudy Boschwitz

Rudolph Ely Boschwitz, född 7 november 1930 i Berlin, Tyskland, är en amerikansk politiker (republikan). Han representerade delstaten Minnesota i USA:s senat 30 december 1978 - 3 januari 1991.
Boschwitz var tre år gammal när hans judiska familj flydde Nazityskland. Han växte upp i New Rochelle, New York. Han studerade vid Johns Hopkins University 1947-1949 och avlade examina vid New York University School of Commerce 1950 och New York University Law School 1953. Han arbetade som advokat i New York och senare i Wisconsin. Boschwitz grundade 1963 företaget Plywood Minnesota.
I 1978 års kongressval besegrade han sittande senatorn Wendell Anderson som sedan avgick några dagar före mandatperiodens slut. Boschwitz omvaldes 1984. Han fick 58% av rösterna mot 41% för demokraten Joan Growe.
Boschwitz förlorade knappt i 1990 års kongressval mot demokraten Paul Wellstone. Han utmanade Wellstone 1996 men förlorade igen.